# Носки (деревня)
Носки — деревня в Яранском районе Кировской области России, в составе Никольского сельского поселения.

## География
Расположена на расстоянии примерно 14 км по прямой на северо-восток от города Яранск.

## История
Известна с 1859 года как починок Кумужинский (Носки) с 8 дворами и 122 жителями, в 1905 (починок Носков или При речке Кумуже) дворов 14 и жителей 80, в 1926 (деревня Носки) 20 и 112, в 1950 22 и 71, в 1989 28 жителей.

## Население
Постоянное население составляло 15 человек (русские 100 %) в 2002 году, 5 в 2010.